# Sophie von Brandenburg (1541–1564)
Sophie von Brandenburg (* 14. Dezember 1541 in Cölln; † 27. Juni 1564 in Krumau) war Markgräfin von Brandenburg und durch Heirat Burggräfin von Böhmen.

## Leben
Sophie von Brandenburg war die jüngste Tochter des brandenburgischen Kurfürsten Joachim II. (1505–1571) aus dessen zweiter Ehe mit Hedwig (1513–1573), Tochter des Königs Sigismund I. von Polen.
Sie heiratete am 14. Dezember 1561, ihrem 20. Geburtstag, in Berlin Wilhelm von Rosenberg (1535–1592), Oberhaupt der Familie Rosenberg, dem mächtigsten Geschlecht Böhmens. Der Eheschließung waren lange Verhandlungen vorangegangen, die auch Kaiser Ferdinand unterstützte. Die Mitgift Sophias betrug 20.000 Gulden, worauf ihr von Wilhelm eine Morgengabe von 500 Talern und eine jährliche Rente von 4.000 Gulden zugesichert wurde. Wegen des Glaubensunterschieds, Wilhelm war katholisch, wurde Sophie ihr evangelischer Glaube garantiert und ihr auch ihre Prediger gelassen.
Sophie starb bereits nach dreieinhalb Jahren Ehe, ohne Kinder geboren zu haben, innerhalb von zwei Tagen an einer „pestartigen Krankheit“. Sie wurde in der Familiengruft der Rosenberger im Kloster Hohenfurth bestattet. Die Ehe mit der Enkeltochter des polnischen Königs Sigismund machte Wilhelm später zu einem Kandidaten auf den polnischen Königsthron.
Sophie von Rosenberg wird mit der Gestalt der Weißen Frau im Berliner Stadtschloss in Verbindung gebracht.